# Star Wars Episode I: Racer
Ne doit pas être confondu avec Star Wars: Racer Arcade.
Star Wars Episode I: Racer est un jeu vidéo de course futuriste édité par LucasArts, sorti sur Windows, Nintendo 64, Dreamcast, Game Boy Color et Mac, en 1999,,,.
Le jeu propose de piloter des modules de course (podracer en anglais) afin de gagner de l'argent et des courses, comme dans le film Star Wars, épisode I : La Menace fantôme.

## Système de jeu
Plusieurs modes de jeux sont disponibles, dont 3 sur tous les supports : Tournament (tournoi), Free Play (course libre) et Time Attack (course contre-la-montre). Le jeu utilise le retour de force.
Dans le mode de jeu Tournament, le joueur choisit un podracer et prend part à des courses. En fonction de sa position finale, la somme d'argent récoltée diffère, mais également selon le niveau de difficulté choisi ; Fair ou Skilled (les quatre premiers récoltent une somme d'argent) ou Winner Takes All (seul le premier remporte la totalité de l'argent mis en jeu). Si le joueur termine parmi les trois premiers, il débloque la course suivante ainsi que, dans certains cas, un nouveau véhicule (celui du favori de la course). À l'inverse, si le joueur ne termine pas parmi le trio de tête, il peut rejouer la course afin de débloquer la course suivante et le podracer mais il ne pourra plus remporter l'argent.
En Free Play, le joueur choisit parmi les podracers et circuits qu'il a débloqués en mode Tournament. Il peut modifier certains paramètres de la course, comme le nombre de tours (de 1 à 5), le nombre de concurrents (de 1 à 12, joueur inclus) et le niveau des adversaires. Il n'y a aucun enjeu dans ce mode, ce qui permet d'explorer librement les moindres recoins de chaque circuit, ou de s'entraîner.
Enfin en Time Attack, le joueur doit battre un certain temps donné pour remporter la course. Le principe est similaire au mode Free Play sauf que. Il n'y a pas de concurrents sur la piste dans ce mode de jeu.

### Courses
Il y a huit planètes où les joueurs peuvent courir : Tatooine, Ando Prime, Baroonda, Mon Gazza, Malastare, Oovo 4, Ord Ibanna et Aquilaris. Ces huit planètes se déclinent en un total de 25 niveaux ; 7 pour chaque catégorie (Amateur, Semi-Pro et Galactique). Une quatrième catégorie de 4 niveaux bonus est aussi présente. Chacun de ces niveaux ne peut être débloqué qu'en terminant premier sur les 7 courses de chaque catégorie (le dernier niveau bonus se débloquant en terminant premier lors des 3 premiers niveaux bonus).
Les courses varient selon la difficulté, bien que l'environnement graphique de chaque planète reste le même. On retrouve ainsi 4 courses sur les planètes Ando Prime et Baroonda, 3 courses sur les planètes Aquilaris, Malastare, Mon Gazza, Ord Ibanna et Oovo IV, et 2 courses sur la planète Tatooine.
La course de la Boonta Eve (baptisée The Boonta Classic dans le jeu) est le dernier des 21 niveaux de base, et le dernier des niveaux "Galactiques". Il s'agit d'une réplique assez fidèle de la course issue du film.

### Personnages jouables
Seulement quelques personnages sont jouables dès le début du jeu. Les autres peuvent être remportés en gagnant les courses sur les circuits où ils sont favoris. Par exemple, Sebulba est le favori de la dernière course de la catégorie Galactique, The Boonta Classic , et ne peut être débloqué qu'après l'avoir vaincu sur ce circuit, en terminant 1er.
- Aldar Beedo
- Anakin Skywalker
- Ark "Bumpy" Roose
- Ben Quadinaros
- Boles Roor
- Bozzie Baranta
- "Bullseye" Navior
- Clegg Holdfast
- Dud Bolt
- Ebe Endocott
- Elan Mak
- Fud Sang
- Gasgano
- Mars Guo
- Mawhonic
- Neva Kee
- Ody Mandrell
- Ratts Tyerell
- Sebulba
- Slide Paramita
- Teemto Pagalies
- Toy Dampner
- Wan Sandage

## Accueil
En mars 2004, le magazine GMR a classé Star Wars Racer 5e meilleur jeu de tous les temps de la licence Star Wars.[réf. nécessaire]